# Conopariella acutigena
Conopariella acutigena är en tvåvingeart som beskrevs av Günther Enderlein 1922. Conopariella acutigena ingår i släktet Conopariella och familjen bredmunsflugor. Inga underarter finns listade i Catalogue of Life.